# Придворице
Придворице је насеље у Србији у општини Смедеревска Паланка у Подунавском округу. Према попису из 2022. има 687 становника (према попису из 2011. било је 781 становника).

## Историја
Село Придворице је практично предграђе Смедеревске Паланке и удаљно је свега пет километара од центра града. Центар села је два километра удаљен од Јасенице и налази се на левој обали ове реке. Атар села Придворице се на северу граничи са Смедеревском Паланком и Глибовцем, на западу са Ратарима, са јужне стране су Церовац и Мраморац док се преко Јасенице налази село Водице.
Село лежи југозападно од Паланке. Има доста података који сведочие да је у атару Придворице постојало насеље још у средњем веку. Сви путници који у средњем веку пролазили овуда и ишли Смедеревским Друмом помињу насеље Некудим као знатније место. Описујући пут кроз Деспотовину, Бројкијер помиње «Nikodem,» као «варош слично селу, где је нашао Деспота где иђаше да лови са соколовима на реци» У Некудуму је 13. новембра 1428. г. деспот Ђурађ потписао повељу, којом је Дубровчанима потврдио оне повеље, које су имали за време деспота Стевана Средњовековни Некудим био је атеру данашње Придворице.
Предање вели да је на месту Јабучару, код Стошића кућа, била црква Подворица, по којој је село добило име.
Придворица се помиње у арачким списима из првих десетина 19. века, але не под данашњим, већ под другим именом. У арачким списковима из 1822. г. помиње се насеље «Шатроња» са 12 кућа, а то је данашња Придворица.
Године 1846.село је имало 32 куће, а по попису из 1921. г. у селу је било 212 кућа са 1079 становника.
Придворица се дели на два краја: Горњи и Доњи крај. Предање вели да је Доњи Крај старији и да се ту населило девет кућа од којих су биле ове породице: Стошићи и Дамњановићи, старином из крушевачке Тешице; Илићи, Миловановићи, Милосављевићи (старо им је презиме Бучуковићи), старином од Лесковца; Стевановићи (Младеновићи), досељени од Лесковца и Цветковићи, чији је деда дошао од Пирота. Остале су породице касније долазиле и има знатан број досељеника из јасеничког и качерског среза. Нарочито има доста досељеника из Пријана, засеока села Брезовца (Јасеница). Село има школу од 1898. године. Цркву није имало.. (подаци крајем 1921. године).

## Демографија
У насељу Придворице живи 684 пунолетна становника, а просечна старост становништва износи 40,5 година (39,3 код мушкараца и 41,8 код жена). У насељу има 263 домаћинства, а просечан број чланова по домаћинству је 3,31.
Ово насеље је великим делом насељено Србима (према попису из 2002. године).
|  |

| Демографија | Демографија | Демографија |
| Година      | Становника  | Становника  |
| ----------- | ----------- | ----------- |
| 1948.       | 1.119       |             |
| 1953.       | 1.135       |             |
| 1961.       | 1.058       |             |
| 1971.       | 1.080       |             |
| 1981.       | 1.124       |             |
| 1991.       | 1.004       | 957         |
| 2002.       | 870         | 946         |
| 2011.       | 781         |             |
| 2022.       | 687         |             |

| Етнички састав према попису из 2002.‍ | Етнички састав према попису из 2002.‍ | Етнички састав према попису из 2002.‍ | Етнички састав према попису из 2002.‍ | Етнички састав према попису из 2002.‍ |
| ------------------------------------ | ------------------------------------ | ------------------------------------ | ------------------------------------ | ------------------------------------ |
|                                      |                                      |                                      |                                      |                                      |
| Срби                                 | Срби                                 |                                      | 839                                  | 96,43%                               |
| Роми                                 | Роми                                 |                                      | 19                                   | 2,18%                                |
| Црногорци                            | Црногорци                            |                                      | 2                                    | 0,22%                                |
| Украјинци                            | Украјинци                            |                                      | 1                                    | 0,11%                                |
| Словенци                             | Словенци                             |                                      | 1                                    | 0,11%                                |
| непознато                            | непознато                            |                                      | 7                                    | 0,80%                                |

| Година пописа     | 1948. | 1953. | 1961. | 1971. | 1981. | 1991. | 2002. |
| ----------------- | ----- | ----- | ----- | ----- | ----- | ----- | ----- |
| Број домаћинстава | 233   | 240   | 265   | 282   | 294   | 280   | 263   |

| Број чланова      | 1  | 2  | 3  | 4  | 5  | 6  | 7 | 8 | 9 | 10 и више | Просек |
| ----------------- | -- | -- | -- | -- | -- | -- | - | - | - | --------- | ------ |
| Број домаћинстава | 55 | 54 | 38 | 43 | 42 | 17 | 8 | 4 | 0 | 2         | 3,31   |

| Пол    | Укупно | Неожењен/Неудата | Ожењен/Удата | Удовац/Удовица | Разведен/Разведена | Непознато |
| ------ | ------ | ---------------- | ------------ | -------------- | ------------------ | --------- |
| Мушки  | 343    | 93               | 214          | 17             | 19                 | 0         |
| Женски | 368    | 63               | 211          | 86             | 5                  | 3         |
| УКУПНО | 711    | 156              | 425          | 103            | 24                 | 3         |

| Пол    | Укупно                    | Пољопривреда, лов и шумарство | Рибарство                            | Вађење руде и камена | Прерађивачка индустрија       |
| ------ | ------------------------- | ----------------------------- | ------------------------------------ | -------------------- | ----------------------------- |
| Мушки  | 227                       | 56                            | 0                                    | 0                    | 84                            |
| Женски | 117                       | 59                            | 0                                    | 0                    | 20                            |
| УКУПНО | 344                       | 115                           | 0                                    | 0                    | 104                           |
| Пол    | Производња и снабдевање   | Грађевинарство                | Трговина                             | Хотели и ресторани   | Саобраћај, складиштење и везе |
| Мушки  | 4                         | 20                            | 28                                   | 2                    | 8                             |
| Женски | 0                         | 1                             | 20                                   | 3                    | 0                             |
| УКУПНО | 4                         | 21                            | 48                                   | 5                    | 8                             |
| Пол    | Финансијско посредовање   | Некретнине                    | Државна управа и одбрана             | Образовање           | Здравствени и социјални рад   |
| Мушки  | 0                         | 3                             | 4                                    | 1                    | 6                             |
| Женски | 1                         | 0                             | 0                                    | 8                    | 4                             |
| УКУПНО | 1                         | 3                             | 4                                    | 9                    | 10                            |
| Пол    | Остале услужне активности | Приватна домаћинства          | Екстериторијалне организације и тела | Непознато            | Непознато                     |
| Мушки  | 5                         | 0                             | 0                                    | 6                    | 6                             |
| Женски | 0                         | 1                             | 0                                    | 0                    | 0                             |
| УКУПНО | 5                         | 1                             | 0                                    | 6                    | 6                             |